# 吹田尚一
吹田 尚一（すいた しょういち、1933年 -  ）は、日本の経済学者。

## 略歴
福井県小浜市生まれ。福井からは関西で就職するものが多い土地であったが、吹田は東京から疎開してきた同級生に影響され、それが後の進路に影響することになった。中学一年のときに終戦、若狭高卒業後、1955年に早稲田大学第一政治経済学部経済学科を卒業し、同年三菱経済研究所に入所。

## 著書
- 三菱経済研究所 編『企業の成長と収益性』東洋経済新報社、1961年。（研究部職員として一部の章を執筆）
- 『大転換期の企業経営』学文社、1997年。[2]